# 汪邦柱
汪邦柱（16世紀—17世紀），字砥之，號如石，蘇州府長洲縣人，明朝、南明政治人物。

## 生平
汪邦柱個性聰穎，擅長易學，最初跟隨繆昌期學習數年。萬曆三十四年（1606年）中丙午應天鄉試舉人，四十七年（1619年）成己未科進士，都察院觀政，天啓元年（1621年）獲授行人，前往雲南主持鄉試，天啓七年因為是東林黨人而遭罷官。後來他在崇禎元年間獲起用原官，三年改順天府通判，升工部屯田司主事，管台基廠，五年升都水司郎中，管南旺河道。出為湖廣參議，弘光時入朝任職祠祭郎中，擢任太僕卿，後事不詳。

## 家族
曾祖汪雲。祖汪天貴。父汪守誠，生父汪守訓。

## 引用
1. 1 2  錢海岳《南明史·卷三十一·列傳第七》：（弘光）時禮部司官：……汪邦柱，字如石，長洲人。萬曆四十七年進士。授行人，典試雲南，以東林罷。後起湖廣參議，入為祠祭郎中，擢太僕卿。
2. ↑  《經義考·卷六十一》：汪氏 邦柱 《周易會通》 十二卷……繆昌期序略曰：汪砥之頴悟絕倫，於易學尤長，初從吾遊談業數載，至丙午遂捷矣。嘗與論易，迥不作猶人解。癸丑，北征，出易解數帙質余，余甲乙之迄今，會通書成，網收百家，櫛比群議，俱本全經，引伸觸類，而爻象必核其原，取象悉稽其實，蓋不徒為舉業階梯，真可作聖經羽翼者矣。
3. ↑  《萬曆四十七年己未科進士履歷》：汪邦柱，如石，易三房，己丑十二月初四日生。長洲县籍休宁县人，丙午五十八，会九十三，三甲二百二。都察院政，辛酉授行人，丁卯闲住，戊辰補行人，庚午改順天通判，升工部屯田司主事，管台基厂，壬申升都水司郎中，管南旺河。